# ドイツの教育
ドイツの教育（ドイツのきょういく）では、各州が所管し、また責務を負っている。教育制度は複線型教育、職業教育と実習の重視、資格制度の重視、進路変更の容易性に特徴づけられる。またドイツ資格フレームワーク（DQF）が定められている。
義務教育は15歳まで。しかし18歳に満たないうちは、全日制の学校に通学していない者は就職するかたわら、定時制職業学校に通学する義務がある。
下記のような硬直的な制度に批判があり現在ドイツでは教育改革が進行中である。

## 初等教育

ドイツの教育制度。
灰色が基礎学校、緑がギムナジウム、赤が実科学校、黄が基幹学校

まず義務教育の年齢（6歳）に達した子供は、「基礎学校(Grundschule)」と呼称される公立の初等学校（ISCED-1）へと進学し、10歳まで4年間の教育を受ける（グレード1-4）。義務教育であることから、原則として入校試験などはない。概ね日本の新学制における小学校1年生から小学校4年生に相当すると考えてよい。修了後は卒業という形式は行わず、上部学校の5年生へ「編入」するという形式で学業を継続することになる。
また、公立学校以外の選択肢には以下がある。
- シュタイナー教育校
- モンテッソーリ教育校
- フリー・オルタナティブスクール
- 教会の運営する学校

またこの時に後述する職業教育か高等教育準備のどちらを希望するか、予め進路選択を行っておく必要がある。

## 中等教育

### 中等教育ステージ１
初等教育を通常10歳で修了後、次の進路は以下に分かれる。
1. ギムナジウム - グレード12-13にてアビトゥーアを受験する、あるいはグレード10-12にて職業上級専門学校（Fachoberschule）への編入試験を受ける
2. 実科学校 - グレード10にて卒業する
3. 基幹学校 - グレード9で卒業する
4. 総合学校 （Gesamtschule, 一貫校）

ドイツにおいては伝統的に職人の徒弟制度に由来する即戦力的な職業教育と、大学教育に代表される高等教育が明確に教育課程として分離されている。従って日本における中学校及び高等学校のような、後期初等教育・中等教育の時点から異なる教育を受けることになる。もちろん両者は途中移籍や再履修が可能であるが、一方の学校を卒業した状態から直接もう一方の進路に進むことは現実的な方法ではない（職業訓練修了→大学など）。
最初の2年間は、観察指導段階(Orientierungsstufe)が設けられている。

#### 高等教育への進学準備

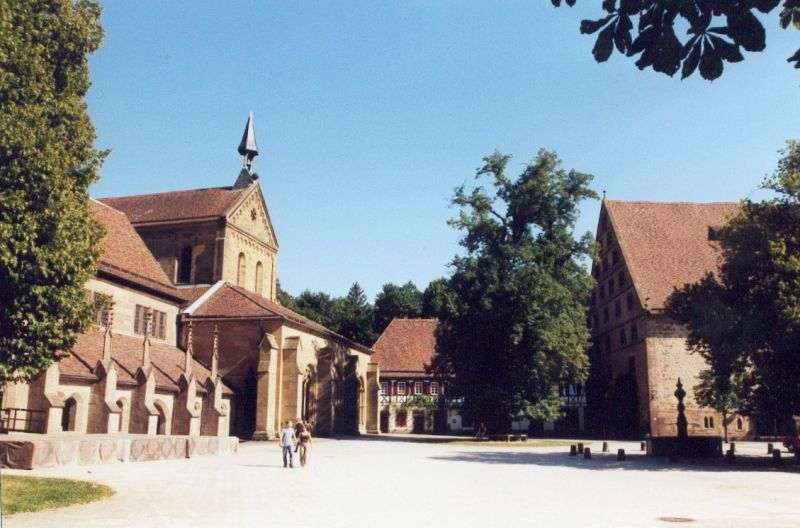
ギムナジウム（バーデン＝ヴュルテンベルク州）

高等教育へ進むことを希望する場合、ヨーロッパ中央部で見られるギムナジウム(Gymnasium)という8年制の長期教育課程へと進学する。後期初等教育を下級生として終えた後、上級生として中等教育を受ける形となる。日本における中高一貫教育に小学校高学年を合わせたような長大なものであり、教育を受ける生徒にとって子供時代の大部分を過ごす重要な場所となる。こうした要素からしばしば文学や創作作品の舞台とされることも少なくない。
卒業後はアビトゥーアと呼ばれる大学入校資格を取得する試験への受験資格を与えられる。このアビトゥーアが実質的な卒業試験であり、同試験合格によって正式に中等教育を完了したと見なされ、日本における高卒資格に相当する社会的地位が与えられる。

#### 職業教育

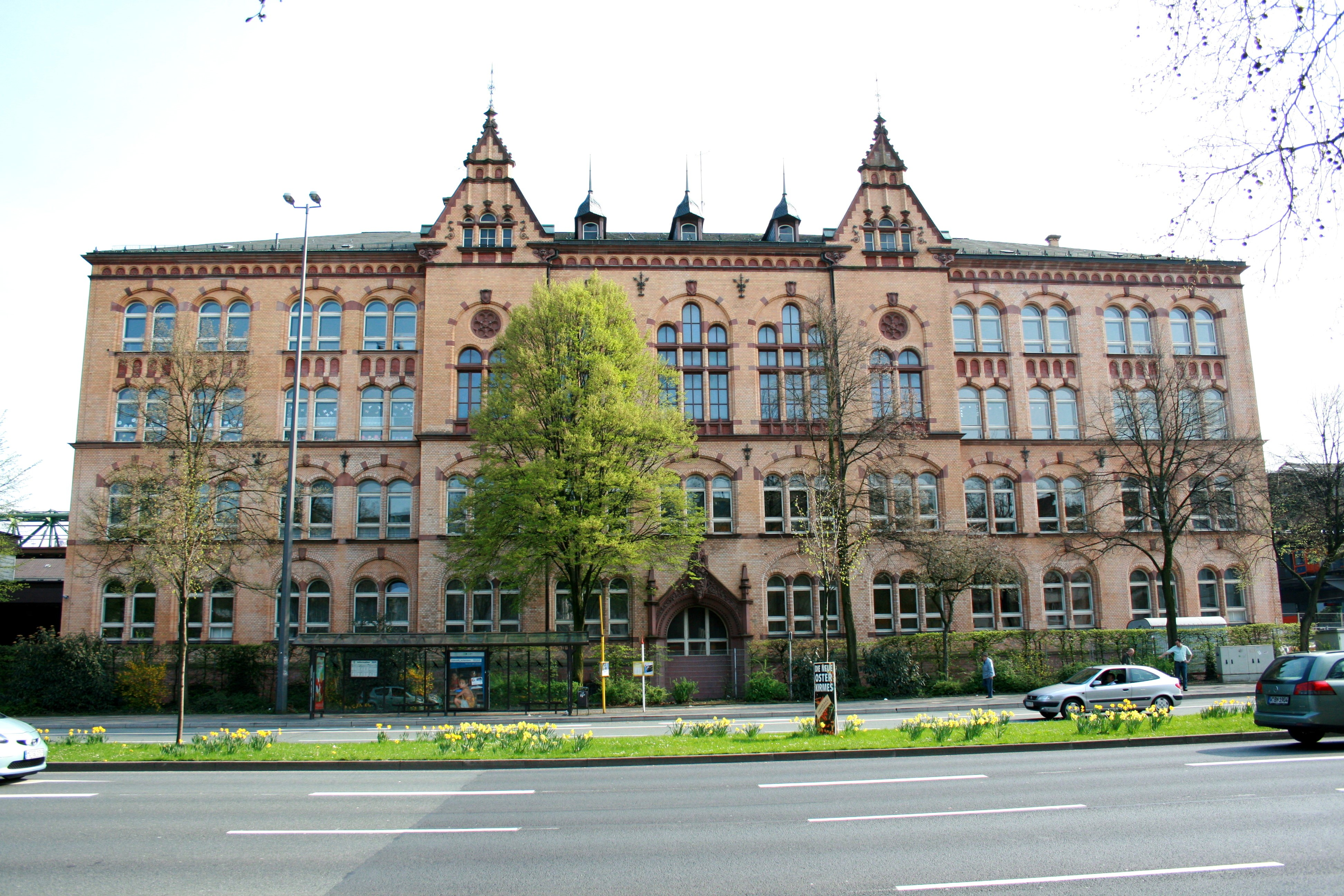
基幹学校（ヴッパータール市）

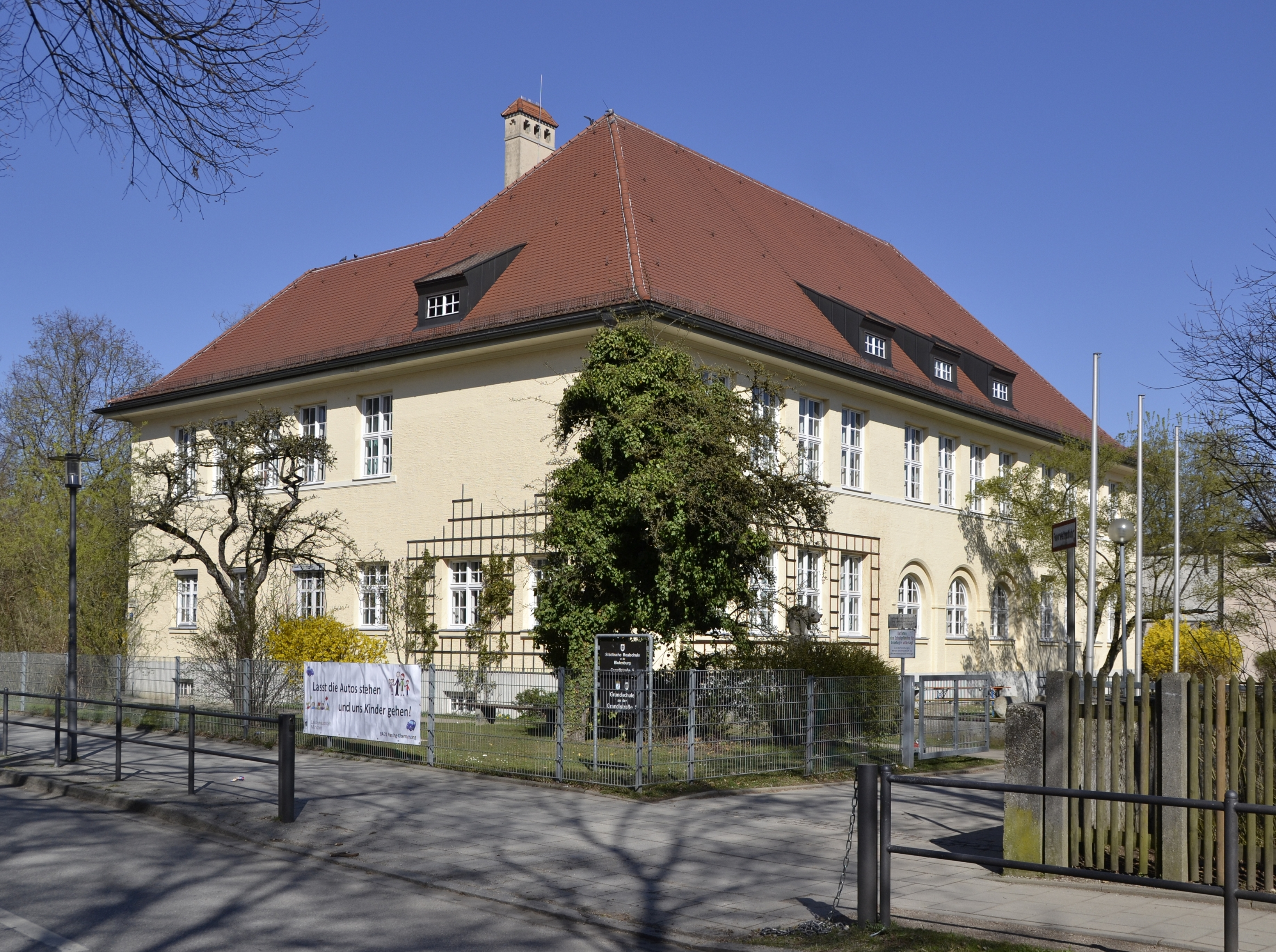
実科学校（ミュンヘン市）

一方、大学などの高等教育を希望しないか、もしくは志願できるだけの学力を持たない学生は、基礎学校を卒業してのち、直ちに労働者としての訓練を受ける。この進路を選んだ場合は、それぞれ「基幹学校(Hauptschule, HS)」および「実科学校(Realschule, RS)」と呼ばれる教育課程の、どちらかを選択する場合が殆どである。
基幹学校は職業教育校のようなもので、義務教育の延長として小学校高学年から中学校に相当する6年制教育を受ける（2Aレベル）。基本的に義務教育の範囲内として留年や進級試験はないが、最終学年への進学のみ進級試験に合格する必要がある。ここで訓練程度を測った上で、卒業者に日本の中卒相当の資格を与える。ギムナジウム編入などが困難であることに加え、そうした意欲や可能性を持つ生徒は、後述する実科学校への進学を希望するため、多くは15歳前後で労働者として就職する。
実科学校は、同じく職業教育学校として位置づけられている教育課程（2Aレベル）で、期間は6年制となる。基幹学校に比べて、実務訓練だけでなく高等教育準備に関する課程も行われるため、ギムナジウム進学に失敗したが高等教育を諦めていない人間が進む場合が多い。卒業後は中卒相当資格と同時にギムナジウム編入試験を受ける資格を与えられる。ただし編入試験は、実科学校内の成績優秀者でなければ合格が難しいとされており、選に洩れた生徒は、基幹学校の場合と同様に、若年労働者としての社会に出ることになる。

### デュアルシステム
ドイツの義務教育は15-16歳で終了する。しかし18歳に満たないうちは、全日制学校に通学していない者は、徒弟として就職するかたわら定時制職業学校に通学する義務がある（デュアルシステム）。
- ベルーフスシューレ（Berufsschule）- 定時制の職業学校[7]。

生徒は週1-2日は職業学校へ、週3-4日は企業にて実地訓練を行う。企業はデュアルシステムに対し、生徒一人当たり年間2万ユーロを投じているとされる。

### 中等教育ステージ2
全日制の職業学校には以下が挙げられる。
- 職業専門学校（Berufsfachschule[7]）とは、入学にあたって実務経験やこれまでの職業教育が求められない1年課程の職業教育機関（3B）[4]。主に16歳で基幹学校を卒業した者が入学する。修了者はドイツ資格フレームワーク（DQF）レベル4とみなされる[3]。
- 上級職業学校（Berufsoberschule, BFS）は、既に3Bレベルの職業教育を受けた者が対象であり、職業学校の修了者またはデュアルシステム修了者が入学する。2年課程の職業教育（4A）であり、修了時に専門大学への入学資格が得られる[4]。
- 上級専門学校（Fachoberschule） - ギムナジウム転入者および実科学校修了者が入学する、2年課程の職業教育機関（3A）。修了時に専門大学（FH）への入学資格が得られる[4]。

## 高等教育

### 大学
|                    | 総合大学に 入学 | FHに入学 | 大学以外へ |
| ------------------ | --------------- | -------- | ---------- |
| アビトゥーア保持者 | 62%             | 20%      | 18%        |
| FH入学資格保持者   | N/A             | 58%      | 42%        |

|                      | 総合大学 | 専門大学（FH） |
| -------------------- | -------- | -------------- |
| 言語・人文           | 97.0%    | 3.0%           |
| スポーツ             | 99.4%    | 0.6%           |
| 法・経・社会科学     | 54.5%    | 41.4%          |
| 数学・自然科学       | 80.0%    | 20.0%          |
| 医学・健康科学       | 84.1%    | 15.9%          |
| 獣医学               | 100%     | N/A            |
| 農・林・食料栄養科学 | 56.7%    | 43.3%          |
| 工学                 | 42.2%    | 57.8%          |
| 芸術・芸術学         | 74.8%    | 25.2%          |
| 合計                 | 68.3%    | 30.4%          |

ドイツにおける大学は以下に分類される。
- 総合大学（Hochschule） - 全ての専門領域を扱う。
- 工科大学（TU, Technische Universität）
- 教育大学（PH）
- 連合大学（GHS）
- 神学大学
- 専門大学 （FH,ファッハホーホシューレ）

アビトゥーア試験合格によって総合大学入学資格を取得した者は、原則的にあらゆる大学・高等教育機関への進学を政府から許可される。理論の上ではアビトゥーア以外の入校試験は必要なく、望んだ大学の専攻へと進めることになる。しかし実際には定員や志願者数の問題からアビトゥーア合格者内でも成績優秀者が優先される傾向があり、また大学が個別試験を行う場合もある。
一方で専門大学（FH）への入学にはアビトゥーア合格か、あるいは以下いずれかのFH入学資格が必要である。
1. ギムナジウムのグレード12を修了
2. 実科学校（6年間）を終え、職業上級学校（2年間）を修了
3. 基幹学校（5年間）を終え、職業学校＋職業専門学校（3年間）を修了

### 大学以外の高等教育機関
- ファッハシューレ（Fachschulen, 職業コレーク） - 2年制の5Bレベル高等職業教育機関であり、入学にあたっては職業実務経験が求められる[4][6][13]。修了時にはマイスター資格が付与される[4]。

## 資格フレームワーク
ボローニャ・プロセスに準拠する形で、全国資格フレームワーク（NQF）が制定されている。

## 近年の動向
国際化による異文化相手の商売や輸入品や移民の増大やコモディティ化、大量生産大量消費の文化や生産ラインの自動化などにより伝統的なマイスター制度が先進工業の発展に寄与しなくなったことや、12歳で人生が決まってしまう複線型学校制度に疑問が上がり、近年は米日のような単線型教育制度に近い、義務教育からアビトゥーア取得までの義務教育から中等教育までの教育を柔軟な方法で行うシュタイナー学校や総合学校制度が広まっている。他にアーベントギムナジウムという夜間制ギムナジウムも存在しており、年齢制限なども寛容な傾向にあるので働きながらアビトゥーア資格を目指す方法も存在する。